# Halimium brasiliense
Halimium brasiliense là một loài thực vật có hoa trong họ Nham mân khôi. Loài này được (Lam.) Grosser mô tả khoa học đầu tiên năm 1903.